# Jekatierina Parluk
Jekatierina Wasiljewna Parluk z domu Lepiochina (ros. Екатерина Васильевна Парлюк (Лепёхина), ur. 10 stycznia 1935 w Ułan Ude, zm. 22 września 2004 w Petersburgu) – radziecka lekkoatletka, sprinterka i biegaczka średniodystansowa, wicemistrzyni Europy z 1958.
Specjalizowała się w biegu na 400 metrów. Zdobyła w tej konkurencji srebrny medal na mistrzostwach Europy w 1958 w Sztokholmie, za swą koleżanką z reprezentacji ZSRR Mariją Itkiną.
Bieg na 400 metrów nie znalazł się w programie igrzysk olimpijskich w 1960 w Rzymie. Parluk wystąpiła w biegu na 800 metrów, w którym odpadła w eliminacjach. Na mistrzostwach Europy w 1962 w Belgradzie zajęła 5. miejsce w finale biegu na 400 metrów.
Była mistrzynią ZSRR w biegu na 400 metrów w 1957, 1961 i 1962, w biegu na 800 metrów w 1960 oraz w sztafecie 4 × 200 metrów w 1957 i 1960, a także wicemistrzynią w biegu na 400 metrów w 1958, 1959 i 1960.
Rekordy życiowe Parluk:
| Konkurencja        | Data i miejsce              | Wynik  |
| ------------------ | --------------------------- | ------ |
| bieg na 400 metrów | 16 sierpnia 1961, Leningrad | 53,9   |
| bieg na 800 metrów | 13 sierpnia 1960, Moskwa    | 2:05,0 |